# Font de les Passades
La Font de les Passades és una font del terme de l'antic poble d'Herba-savina, pertanyent al municipi de Conca de Dalt, al Pallars Jussà. Antigament era del terme d'Hortoneda de la Conca.
Està situada a 1.168 m d'altitud, a la partida de les Passades, cap a la meitat del recorregut del barranc de la Malallau, a la seva dreta. És molt a prop del límit dels termes municipals de Conca de Dalt i d'Abella de la Conca, a la vall de Carreu. És just a ponent del Pla del Tro i a llevant de l'extrem nord del Serrat de la Malallau.